# ماساهيرو تاكاهاشي
ماساهيرو تاكاهاشي (باليابانية: 高橋 昌大) (31 مايو 1985 في كوغا في اليابان – )؛ هو لاعب كرة قدم ياباني سابق كان يلعب كمهاجم.

## وصلات خارجية
- ماساهيرو تاكاهاشي على موقع رابطة كرة القدم اليابانية للمحترفين (اليابانية)